# Vermund Larsen
 For alternative betydninger, se Vermund Larsen A/S.
Vermund Larsen (født 27. februar 1909 i Hellerup, død 28. februar 1970 i Aalborg) var en dansk møbeldesigner og fabrikant.
Vermund Larsen blev født 1909 i Hellerup. Larsen flyttede til Aalborg som 14 årig da hans far, Kaptajn S. K. Larsen, skulle gøre tjeneste ved garnisonen i Aalborg.
Vermund Larsen blev student fra Aalborg katedralskole, han blev herefter handelsuddannet på M. Kragelunds Fabrikker hvor han var ansat i en årrække, hvorefter han aftjente sin værnepligt. Da han, som 26 årig, var færdig med militærtjeneste, var han helt overbevist om, at militæret ikke var stedet, hvor han ville forsætte sin karriere. Derefter ledte han med lys og lygte efter et nyt job. Chancen kom da den unge løjtnant Vermund Larsen fik mulighed for at købe det nedlagte jernfirma P.C. Petersen, hvilket han gjorde i 1935. I begyndelsen ”gjorde” den nyudklækkede fabrikant Larsen i vinduesstativer og mindre stålvarer, men efterhånden gik han over til stålmøbler.
I 1941 udtalte Vermund Larsen at udover fabrikation af stålmøbler, havde han nu også optaget fremstilling af træmøbler.
Larsen opfandt og fik i 1944 patent på en vindueshasp med lås. Låsen var børnesikret med fjedermekanisme, og kunne, ligesom vinduet, ikke underbores og derfor kunne holde tyvene ude.
Verdens første til at bruge en gaspatron på en stol til højdeindstilling
I 1948 begyndte Larsen at fokusere på kontormøbler, bl.a. kontorstole. En af grundene til at Vermund Larsen blev ekstra opmærksom og interesseret i kontorstole skyldtes en artikel han havde læst i ”Tidsskrift for Dansk Kunsthaandværk”, som hed ”Den siddende Stilling – og Stole dertil” skrevet af Dr. med. Snorason fra Blegdamshospitalet. Artiklen omhandler ergonomi og det vigtige i at have en korrekt siddestilling. Dette gav Vermund Larsen lysten til at designe og producere stole med fokus på ergonomi.
I 1951 bestod produktionen af følgende kategorier;
- Frisørinventar
- Skibsudstyr
- Kontormøbler

Disse 3 udgjorde på daværende tidspunkt hver 1/3 af den samlede produktion.
I 1955 lancerede Vermund Larsen Europas første helstøbte glasfiber stol sammen med Ib Kofod Larsen.
I 1956 designer Vermund Larsen den såkaldte "Nr. 1100" også kaldt stablestolen.
I 1957 leverede Vermund Larsen inventaret til Grønlandsskibet Hans Hedtoft, som også kaldes for det danske Titanic, da det på sin jomfrurejse ramte et isbjerg tæt ved Grønland og forliste.
I 1960 arbejder Vermund Larsen sammen med danske narkoseoverlæger om at designe og skabe de nye Falck bårer
I 1960’erne producerede og leverede Vermund Larsen samtlige vognstyrerstole til Hamburgs Hochbahn
I 1962 var Vermund Larsen verdens første til at bruge en gaspatron på en stol til højdeindstilling
I 1964 designede Vermund Larsen "118", som i dag er relanceret under navnet VL118
I 1966 designede Vermund Larsen "VELA Lux", som i dag er relanceret under navnet VL66
I 1969 gik 50% af alt salg til eksport – bl.a. til USA, Frankrig, Tyskland, Østrig, Norge og Sverige.
Vermund Larsen døde i Aalborg i 1970, og firmaet blev videreført af hans to tvillingesønner, Stig og Gorm, under navnet VELA.
I 1970, efter Vermund Larsens død, overtog hans tvillingsønner Stig og Gorm Larsen ledelsen af virksomheden, som fortsatte under navnet VELA.
I 1981 lancerede VELA sin første arbejdsstol med elektrisk højdejustering og sin første stol med elektrisk fremdrift, hvilket lagde grundlaget for udviklingen af virksomhedens elektriske kørestole.
I 1992 introducerede VELA verdens første bariatrisk kontorstol med en bremse, designet til brugere med en vægtgrænse på op til 200 kg.
I 2020 købte VELA Meyland-Smith A/S, Danmarks ældste producent af hjælpemidler, og overtog produktionen af gangtræneren Meywalk.
I 2021 udvidede VELA sine faciliteter i Aalborg ved at købe bygninger til produktion, lager og kontorer på Skelagervej 11.
I 2023 opkøbte VELA Enable Me LLC, en mangeårig distributør af VELA-stole i USA, for at styrke sin tilstedeværelse på det amerikanske marked og i den forbindelse lancerede deres Amerikanske hjemmeside Vela-chairs.com.

## Galleri
- Nr. 1100 som Vermund Larsen designede i 1956
- Stolen VL118 som Vermund Larsen designede i 1964
- Stolen VL66 som Vermund Larsen designede i 1966
- Cosy stol 135 som Vermund Larsen designede i 60'erne
- Chef stol - tegnet og produceret af Vermund Larsen
- Ideal A - tegnet og produceret af Vermund Larsen
- Tegnet og produceret af Vermund Larsen
- Cosy stol - tegnet og produceret af Vermund Larsen